# 王绍君
王绍君（1972年5月20日—）是一位中国企业家，陌贝网创始人兼CEO。

## 生平
1972年出生于辽宁省铁岭市，先后毕业于沈阳工业大学、东北大学（EMBA）。2012年创办辽宁麦基科技有限公司。2013年6月，创办工业品电子商务平台陌贝网；同年9月陌贝网推出B2B在线担保支付。2014年12月7日，王绍君创办的陌贝网荣获“2014年度中国商学院学子创业精英企业”奖。2014年12月31日，陌贝网荣获“正和部落好项目”称号。